# Ujjakat feszítő izom

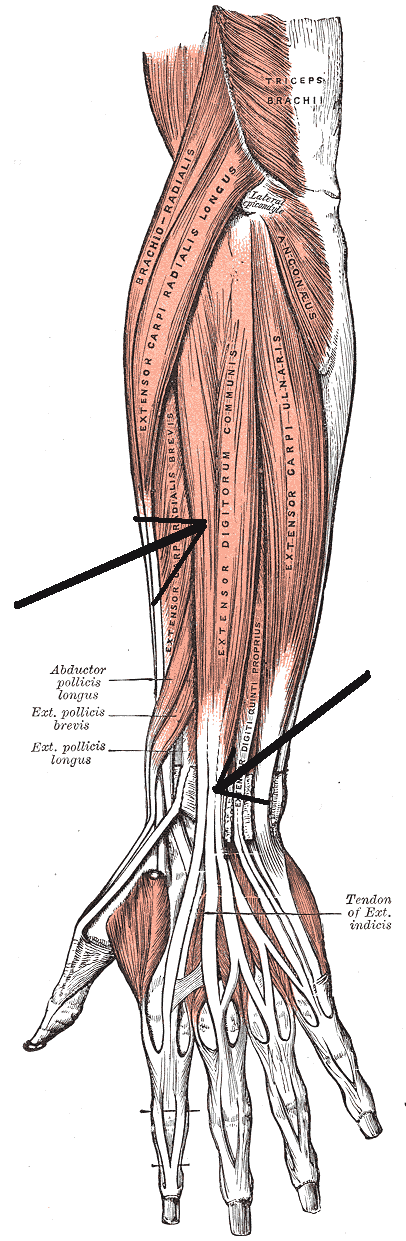
Az alkar izmai (a fekete nyilak jelölik az izmot)

Az ujjakat feszítő izom (musculus extensor digitorum) egy izom az ember alkarján.

## Eredés, tapadás, elhelyezkedés
A külső könyökdudorról (epicondylus lateralis humeri) és a fascia antebrachii-ról ered. A csukló fölött 4 ínre szakad melyek mindegyeik egy-egy ujjra fut rá. A második és harmadik ujjperceken tapadnak.

## Funkció
Feszíti az ujjakat, majd a csuklót végül a könyököt.

## Beidegzés
A nervus radialis nervus interosseus antebrachii posterior nevű ága idegzi be.